# Separatfred
En separatfred er en fredsaftale, hvor en part i en militær alliance indgår fredsaftale med fjenden uden de øvrige allieredes medvirken. Mod slutningen af 1. verdenskrig, den 3. marts 1918 blev der indgået en tysk-sovjetisk separatfred, Brest-Litovskfreden.
Efter 2.verdenskrig fik uenighederne på Potsdamkonferencen den konsekvens, at der ikke blev indgået en samlet fredsaftale mellem parterne. Sejrherrerne fra krigen indgik dog separatfred med Tysklands allierede, bortset fra Japan, i 1947. Japan opnåede i 1951 en separatfred med USA, men først i 1956 med Sovjetunionen. Den 12. september 1990 indgik USA, Sovjetunionen, England og Frankrig en aftale med BRD og DDR. Denne anses som en nødvendig forudsætning for Tysklands genforening.

## noter
1. ↑  "Det danske fredsakademi". Arkiveret fra originalen 1. januar 2009. Hentet 11. august 2011.
2. ↑  Den store danske encyklopædi (1997), bind 7, s. 106, Gyldendal